# Ilse Wild-Kussler
Ilse Friederike Wild-Kussler (* 7. April 1924 in Oberstein als Ilse Friederike Kussler; † 14. August 2016 in Essen) war eine deutsche Malerin.

## Leben
Ilse Wild-Kussler war Tochter eines Juristen und wuchs in Oberstein, heute ein Stadtteil von Idar-Oberstein, an der Nahe auf. Nach ihrem Abschluss der Mittleren Reife begann sie 1940 eine künstlerische Ausbildung in München, ihr Lehrer war Conrad Pfau. Danach besuchte sie das Atelier Maxon. Von 1943 bis 1945 studierte sie an der Akademie für angewandte Kunst in München bei Karl von Dombrowski. Infolge der Bombardierung von München musste sie ihre Studien abbrechen und kehrte gegen Kriegsende in ihre Heimat zurück. Sie wurde Schülerin von Max Rupp, auch bildete sie sich bei Ludwig Thormaehlen und Edvard Frank weiter. Ein Kontakt bestand zu Emy Roeder.
1948 beteiligte sie sich an der Ausstellung „Birkenfelder Maler“. In den nächsten Jahren stellte Wild-Kussler zusammen mit anderen Künstlern an verschiedenen Orten in Koblenz aus. 1955 heiratete sie Helmut Wild, aus dieser Ehe entstammte ein Sohn. Ab 1964 fand die AG Bildender Künstler am Mittelrhein im Künstlerhaus Metternich in Koblenz einen ständigen Ausstellungsort. Wild-Kussler hatte in den folgenden Jahren zahlreiche Ausstellungen im In- und Ausland. 1989 zog sie um nach Birkenfeld, wo sie in ihrem Haus ein Atelier unterhielt.
Ab den 1950er Jahren wandte sie sich vom Impressionismus und gegenständlicher Kunst hin zu Kubismus und (halb-)abstrakter Malerei, ihr Stil wurde von Picasso beeinflusst. Sie malte zunächst Gouachen, Pastelle, Aquarelle, Kohle und im späteren Verlauf vor allem mit Öl.
Nach ihrem Tod im Jahr 2016 vermachte ihr Sohn Bilder der Stadt Kirn im Rahmen einer Stiftung, welche 205 Werke umfasst.
Wild-Kussler war eine Cousine des Heimatkundlers Alfred Peth.

## Ausstellungen (Auswahl)
- 1948: „Birkenfelder Maler“, Birkenfeld
- 1950: Bad Kreuznach
- 1952: Mainzer Landtag
- 1953: Kunstausstellung mit Max Rupp und Rudolf Wild-Idar, Idar-Oberstein
- 1954: Form und Farbe, Koblenz
- 1955: Französische Woche, Koblenz
- 2010: Retrospektive von Ilse Wild-Kussler im Maler-Zang-Haus, Birkenfeld[4]
- 2015/16: Retrospektive, Schloßparkmuseum Bad Kreuznach[5]

## Auszeichnungen
- 1979: Preisträgerin der Goldenen Ehrennadel der Stadt Idar-Oberstein
- 1986: AKM Kunstpreis, früher bezeichnet als Hanns-Sprung-Preis[6]
- 1987: Stipendium des Landes Rheinland-Pfalz, Auslandsaufenthalt in Burgund
- 1989: Medaille des Kunstpreises Toto-Lotto Rheinland-Pfalz
- lebensgroße bronzene Sitzplastik der Malerin am Maler-Zang-Haus in Birkenfeld

## Mitgliedschaften
- ab 1949: Berufsverband Bildender Künstler Rheinland-Pfalz
- AG Bildender Künstler am Mittelrhein e. V.
- Europäische Vereinigung Bildender Künstler aus Eifel und Ardennen
- Kunstverein Obere Nahe
- Künstlergruppe Nahe
- Reichensteiner Kreis